# Blossia falcifera omatjensis
Blossia falcifera omatjensis es una subespecie de arácnido  del orden Solifugae de la familia Daesiidae.

## Distribución geográfica
Se encuentra en Namibia.